# جام شیخ جاسم قطر
جام شیخ جاسم قطر (به عربی: كأس شيخ جاسم) جام فوتبالی در کشور قطر است که بین قهرمان لیگ ستارگان قطر و قهرمان امیر کاپ قطر (جام امیر قطر) برگزار میشود.این جام، سوپرجام باشگاهی قطر محسوب میشود.
تیم السد با ۱۴ قهرمانی پر افتخارترین تیم این رقابت هاست.

## برندگان گذشته
- ۱۹۷۷/۷۸ : السد
- ۱۹۷۸/۷۹ : السد
- ۱۹۷۹/۸۰ : السد
- ۱۹۸۰/۸۱ : العربی
- ۱۹۸۱/۸۲ : السد
- ۱۹۸۲/۸۳ : العربی
- ۱۹۸۳/۸۴ : القطر
- ۱۹۸۴/۸۵ : القطر
- ۱۹۸۵/۸۶ : السد
- ۱۹۸۶/۸۷ : السد
- ۱۹۸۷/۸۸ : القطر
- ۱۹۸۸/۸۹ : السد
- ۱۹۸۹/۹۰ : الوکره
- ۱۹۹۰/۹۱ : السد
- ۱۹۹۱/۹۲ : الوکره
- ۱۹۹۲/۹۳ : الریان
- ۱۹۹۳/۹۴ : برگزار نشد
- ۱۹۹۴/۹۵ : العربی
- ۱۹۹۵/۹۶ : القطر
- ۱۹۹۶/۹۷ : الشمال
- ۱۹۹۷/۹۸ : السد
- ۱۹۹۸/۹۹ : الوکره ۲-۰ الاهلی
- ۱۹۹۹/۰۰ : السد ۳-۲ الخور
- ۲۰۰۰/۰۱ : الریان ۲-۰ الخور
- ۲۰۰۱/۰۲ : السد
- ۲۰۰۲/۰۳ : الخور ۱-۰ القطر (گل طلایی)
- ۲۰۰۳/۰۴ : المعیذر ۲-۱ الوکره (و.ا)
- ۲۰۰۴/۰۵ : الوکره ۱-۱ القطر (و.ا٬ ۳-۱ پنالتی‌ها)
- ۲۰۰۵/۰۶ : الغرافه ۲-۱ الاهلی
- ۲۰۰۶/۰۷ : السد ۲-۰ الریان
- ۲۰۰۷/۰۸ : الغرافه ۴-۲ السیلیه (و.ا)
- ۲۰۰۸/۰۹ : العربی ۳-۰ الریان
- ۲۰۰۹ : ام صلال ۲-۰ الخور
- ۲۰۱۰ : العربی ۱-۰ لخویا
- ۲۰۱۱ : العربی ۳-۲ ام صلال
- ۲۰۱۲ : الریان ۱-۰ السد
- ۲۰۱۳ : الریان ۲-۰ الخریطیات
- ۲۰۱۴ : السد ۳-۲ لخویا
- ۲۰۱۵ : لخویا ۴-۲ االسد
- ۲۰۱۶ : لخویا ۲-۰ الریان
- ۲۰۱۷ : السد ۴-۲ الدحیل
- ۲۰۱۸ : الریان ۱-۱ اردحیل( ۵-۳ در ضربات پنالتی)

## قهرمانی‌ها

### باشگاه‌ها
| باشگاه  | قهرمانی‌ها |
| ------- | --------- |
| السد    | ۱۵        |
| العربی  | ۶         |
| الریان  | ۵         |
| الوکره  | ۴         |
| القطر   | ۴         |
| الدحیل  | ۲         |
| الغرافه | ۲         |
| ام صلال | ۱         |
| الخور   | ۱         |
| الشمال  | ۱         |
| المعیذر | ۱         |

### عناوین کل قهرمانی‌ها توسط شهرها
| شهر     | قهرمانی‌ها | باشگاه‌ها                                      |
| ------- | --------- | --------------------------------------------- |
| دوحه    | ۲۶        | السد (۱۴)٬ العربی (۶)٬ القطر (۴)٬ الغرافه (۲) |
| الوکره  | ۴         | الوکره (۴)                                    |
| الریان  | ۵         | الریان (۵)                                    |
| الخور   | ۱         | الخور (۱)                                     |
| ام صلال | ۱         | ام صلال (۱)                                   |
| الشمال  | ۱         | الشمال (۱)                                    |